# Jerzy Karol von Weissenbach
Jerzy Karol von Weissenbach herbu własnego – łowczy nadworny litewski w 1723 roku.